# Moghrar
Moghrar (em árabe: مغرار) é uma comuna localizada na província de Naâma, Argélia. De acordo com o censo de 2008, a população total da cidade era de 4 431 habitantes.